# Ambodiangezoka
Ambodiangezoka è una città e comune del Madagascar situata nel distretto di Andapa, regione di Sava. La popolazione del comune rilevata nel censimento 2001 era pari a 26 673 unità.